# Austin 8
L’Austin 8 (Austin Eight in inglese) è un'autovettura prodotta dall'Austin dal 1939 al 1942 e dal 1945 al 1947.

## Il contesto
Il modello era di piccole dimensioni e la sua produzione venne interrotta durante la seconda guerra mondiale (1942). Al termine di essa (1945), la fabbricazione riprese. Nel periodo bellico vennero prodotti circa 9.000 esemplari; le vetture per uso militare e per il governo britannico erano torpedo a due posti, mentre quelle per uso civile erano berline.
Alla fine degli anni trenta le vendite del modello Austin più di successo, l'Austin 7, erano in declino. La casa automobilistica britannica decise quindi, nel 1938, di aggiungere alla gamma di vetture offerte l'Austin Big 7, che possedeva un motore da 900 cm³ di cilindrata. Nonostante il suo propulsore più grande, le nuove sospensioni e l'ottima guidabilità, che erano ancora ben radicati nella genesi della vettura, risalente agli anni venti, il modello non soddisfò appieno le aspettative. Nel 1937 la gamma Austin fu rivista e vennero lanciati sul mercato dei nuovi modelli, che erano frutto di un lavoro di restyling e di un'opera di revisione della meccanica. Il modello che fu commercializzato per primo fu l'Austin 10 Cambridge, che era caratterizzato da un design aerodinamico; nello stesso periodo venne messa in cantiere l'Austin 8. Con l'arrivo di Leonard Lord, che ne curò il progetto, lo sviluppo del modello venne accelerato. In totale vennero prodotti circa 20.000 esemplari.

## Caratteristiche tecniche
L'Austin 8, che fu presentata ai concessionari nel febbraio del 1939, possedeva un motore a quattro cilindri da 900 cm³ di cilindrata e valvole laterali, che derivava da quello della Big 7. A quest'ultimo venne aumentato il rapporto di compressione a 6,5:1, ma il nuovo modello aveva un nuovo telaio. Quest'ultimo era del tipo “a pavimento” in acciaio stampato, con elementi scatolati sui due lati ed altri tre che attraversavano il pavimento stesso. Il corpo vettura era fissato al telaio tramite bulloni. Le sospensioni erano a balestra semi-ellittica con ammortizzatori idraulici. Il cambio era manuale a quattro rapporti.
All'inizio vennero commercializzati quattro tipi di carrozzeria, cioè berlina o torpedo, entrambe disponibili a due o quattro porte. Quando la produzione riprese nel 1945 dopo la pausa dovuta alla seconda guerra mondiale, l'unica versione disponibile fu la berlina a quattro porte.

## Uso militare
- : British Army